# Gaikotsu Shotenin Honda-san
Gaikotsu Shotenin Honda-san (jap. ガイコツ書店員 本田さん) ist eine Manga-Serie von Honda, die seit 2015 in Japan erscheint. Sie erzählt Kurzgeschichten über den Alltag eines Buchhändlers und wurde 2018 mehrfach als Anime-Fernsehserie adaptiert, die international auch als Skull-face Bookseller Honda-san bekannt wurde.

## Inhalt
Das Skelett Honda-san arbeitet als Buchhändler in der Manga-Abteilung eines großen Ladens und erzählt von seinen täglichen Erlebnissen. Zu seinen Kollegen, er selbst kümmert sich besonders um ausländische Comics und Artbooks, gehören die Abteilungsleiterin Armor, zuständig für Boys’ Love und mit einem Rüstungshelm; Kamibukuro, zuständig für Yonkoma und mit einer Papiertüte auf dem Kopf; die mit Bandagen umwickelte Hōtai, die sich um Shōjo-Manga kümmert; der Motorradhelm tragende Full-Face für Bücher von Sho-G-Kan; sowie die für Romane verantwortliche, Nō-Maske tragende Ko-omote. Der hasenköpfige Rabbit Head kümmert sich um Bücher zu Spielen, der kürbisköpfige Lantern um Bücher von Shu-E-Sha und Okitsune mit Fuchskopf ist für Bücher von Kou-D-Sha verantwortlich. Der junge Kendo mit Kendo-Maske wurde erst kürzlich als Aushilfe in den Laden versetzt. 

## Veröffentlichung
Der Manga erscheint seit August 2015 im Online-Magazin pixiv Comic. Seit März 2016 bringt Media Factory die Kapitel auch in bisher drei Sammelbänden heraus. Auf der Empfehlungsliste Kono Manga ga Sugoi! erreichte die Serie 2016 Platz 12. Den gleichen Platz belegte sie auf der japanischen Empfehlungsliste der Buchhändler für 2017.

## Anime-Adaption
Im Jahr 2018 entstand bei DLE eine 12-teilige Animeserie zum Manga. Regie führte Owl Todoroki und Hauptautor war Shin Okashima. Das Charakterdesign entwarf Naoko Kakiki und für den Ton war Yuichi Imaizumi verantwortlich. Die je 12 Minuten langen Folgen werden seit dem 8. Oktober 2018 von den Sendern Tokyo MX, Sun Television, KBS und J:COM TV in Japan ausgestrahlt. Eine internationale Veröffentlichung erfolgt bei Crunchyroll mit Untertiteln in diversen Sprachen, darunter Deutsch und Englisch. 

### Synchronisation
| Rolle        | Japanische Stimme |
| ------------ | ----------------- |
| Honda        | Sōma Saitō        |
| Armor        | Akemi Okamura     |
| Ko-omote     | Aya Endo          |
| Hōtai        | Eri Kitamura      |
| Full-Face    | Hiroki Yasumoto   |
| Rabbit Head  | Kazutomi Yamamoto |
| Lantern      | Kimiko Saitō      |
| Kendo        | Kōtarō Nishiyama  |
| Okitsune     | Shizuka Itou      |
| Yōsetsu Mask | Toshiki Masuda    |
| Gas Mask     | Wataru Hatano     |
| Pest Mask    | Yōko Hikasa       |
| Kamibukuro   | Yuko Sanpei       |

### Musik
Die Musik der Serie wurde produziert von Lantis und eingespielt von Technoboys Pulcraft Green-Fund. Die Gruppe mit Synchronsprecher Sōma Saitō als Sänger auch das Vorspannlied ISBN ~Inner Sound & Book's Narrative~ und zusammen mit Hiroshi Takano den Abspanntitel Book-end, Happy-end.